# The Humans (gruppo musicale)
I The Humans sono un gruppo musicale di musica rock romeno fondato nel 2017 a Bucarest.
Hanno rappresentato la Romania all'Eurovision Song Contest 2018 con il brano Goodbye, non riuscendo a qualificarsi per la serata finale.

## Carriera
A dicembre 2017 i Humans hanno preso parte a Selecţia Naţională 2018, il processo di selezione rumeno per l'Eurovision Song Contest con il brano Goodbye. Dopo aver superato le semifinali hanno avuto accesso alla finale, nella quale il gruppo è stato proclamato vincitore del programma avendo ottenuto 3.277 singoli televoti, più di qualunque altro concorrente. Questo ha concesso loro il diritto di rappresentare la Romania all'Eurovision Song Contest 2018, a Lisbona.
Il gruppo si è esibito nella seconda semifinale della manifestazione, mancando la qualificazione alla finale, classificandosi undicesimi con 107 punti, diventando i primi artisti rumeni a non superare le semifinali.

## Membri
- Cristina Caramarcu – voce
- Alexandru Cismaru – chitarra
- Alexandru Matei – tastiera
- Alin Neagoe – basso
- Adi Tetrade – batteria

## Discografia

### Singoli
- 2017 - Îndură inima
- 2018 - Goodbye
- 2018 - Binele meu